# 塞尔维亚足球乙级联赛
塞尔维亚足球乙级联赛（Srpska Liga） 是塞尔维亚第三级的足球联赛，联赛由塞尔维亚足球协会组织。联赛分为四个区；塞尔维亚足球乙级联赛贝尔格莱德区 (Srpska Liga Belgrade)、塞尔维亚足球乙级联赛东区 (Srpska Liga East)、塞尔维亚足球乙级联赛西区 (Srpska Liga West)、塞尔维亚足球乙级联赛伏伊伏丁那区 (Srpska Liga Vojvodina)，四个区的六支球队将升入塞尔维亚足球甲级联赛，成绩各分区垫底的球队将降入塞尔维亚足球丙级联赛。

## 乙级联赛分区
- 塞尔维亚足球乙级联赛贝尔格莱德区 (Srpska Liga Belgrade)
- 塞尔维亚足球乙级联赛东区 (Srpska Liga East)
- 塞尔维亚足球乙级联赛西区 (Srpska Liga West)
- 塞尔维亚足球乙级联赛伏伊伏丁那区 (Srpska Liga Vojvodina)，